# Maurice Loewy
Maurice (oprindelig Moritz) Loewy (født 15. april 1833 i Wien, død 15. oktober 1907 i Paris) var en fransk astronom.
Loewy var først beskæftiget ved observatoriet i Wien, fik 1860 ansættelse ved observatoriet i Paris, blev 1878 dets underdirektør og 1896 dets direktør. Fra 1872 var Loewy medlem af Bureau des longitudes, redigerede siden 1873 Connaissance des temps og Annuaire og var udgiver af den officielle rapport om landets observatorier udenfor Paris. I 1871 fremsatte Loewy sin plan vedrørende Équatorial coudé, først 1881 blev instrumentet færdigt; sammen med Pierre Puiseux har Loewy blandt andet benyttet det til at fotografere månen og nedlagt resultaterne i Atlas photographique de la lune (1896—1910), ledsaget af en studie over månens overflades beskaffenhed. Han har bragt i forslag nye metoder til at bestemme refraktions- og aberrationskonstanten og har for disse nævnte arbejder 1889 fået det engelske astronomiske selskabs guldmedalje.
Loewys talrige afhandlinger er publicerede dels i Pariserakademiets skrifter, dels i observatoriets Annales eller i Annales du bureau des longitudes. Loewy har deltaget i de fleste længdebestemmelser mellem Paris og andre observatorier, dels i Frankrig, dels udenfor landet og har herunder forbedret de hidtil benyttede metoder. Som præsident ved den astrografiske kongres i Paris 1900 har han haft hovedarbejdet med at planlægge og nyttiggøre til bestemmelse af solparallaksen såvel de udførte visuelle observationer som de ad fotografisk vej indvundne af småplaneten Eros, og har i dette øjemed udgivet Circulaire, 1—12 (1900—07). Af hans øvrige arbejder må nævnes Formules et tables relatives à la determination des coordonnées des astres (1905), Methode nouvelle et rapide pour la determination des erreurs de division d'un cercle méridien (1906).